# Rudolf Westphal

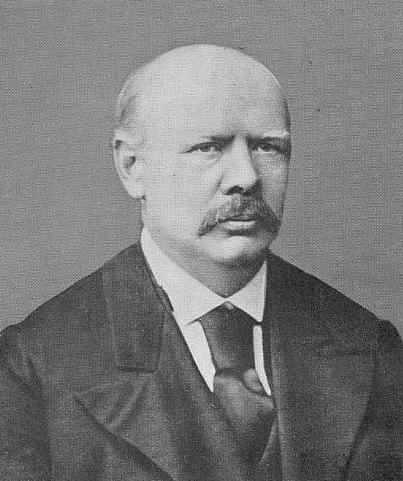
Rudolf Westphal

Rudolph Georg Hermann Westphal (Obernkirchen, 8 juli 1826 - Stadthagen, 10 juli 1892)) was een Duits letterkundige.

## Loopbaan
Westphal studeerde aan de Universiteit van Marburg oosterse en klassieke talen en daarna tevens wiskunde en scheikunde. In 1856 vestigde hij zich als privaatdocent aan de Universiteit van Tübingen waar hij klassieke letteren doceerde. In 1858 werd hij buitengewoon hoogleraar aan de Universiteit van Breslau wat hij vier jaar zou blijven. Hierna was hij werkzaam als privaatdocent en verhuisde naar Jena waar hij een aantal jaren zou blijven. In 1875 werd hij benoemd tot hoogleraar aan het Museum Katkow te Moskou. Westphal publiceerde diverse boeken zowel op het gebied der klassieke talen alsook oude muziek. Hij was een bekend vertaler en verklaarder van de Romeinse dichter Catullus waarover hij publiceerde. Ook vertaalde hij diverse klassieke auteurs. Vernieuwend voor zijn tijd was zijn publiceren op het gebied van de vergelijkende taalwetenschap over de Germaanse talen.

## Vertalingen
- Acharners van Aristophanes, 1866
- Humoristische Lyrik der klassichen Altertums, vertalingen van diverse gedichten, 1869